# ロバート・スノッドグラス
ロバート・スノッドグラス（Robert Snodgrass、1987年9月7日 - ）は、スコットランド・グラスゴー出身の元プロサッカー選手。スコットランド代表。ポジションは、ミッドフィールダー。

## クラブ経歴
リヴィングストンFCでキャリアをスタート。
スターリング・アルビオンFCへのレンタルを経て、2008年にリーズ・ユナイテッドAFCに移籍。リーズでは2009-10シーズンにフットボールリーグ・チャンピオンシップ昇格を達成した。2012年2月、キャプテンに任命されたが、リーズとの契約延長を拒否し7月にノリッジ・シティFCに移籍。
2013-14シーズン終了後、ノリッジの降格に伴いハル・シティAFCに移籍。しかし膝に重傷を負いシーズンを丸々棒に振った。2014-15シーズン終了後、ハルはチャンピオンシップに降格したがスノッドグラスは残留を選んだ。翌シーズン、昇格プレーオフを勝ち抜きプレミア復帰に貢献した。
2017年1月、ウェストハム・ユナイテッドFCに1020万ポンドで移籍。直後にディミトリ・ペイェが移籍したため15試合に出場したが、無得点に終わる。2017-18シーズンはフットボールリーグ・チャンピオンシップのアストン・ヴィラFCに期限付き移籍に出された。2018-19シーズンはウェストハムに復帰。主力のアンドリー・ヤルモレンコが序盤に負傷したため右サイドのファーストチョイスとなり、リーグ戦33試合に出場した。
2021年1月8日、ウェスト・ブロムウィッチ・アルビオンFCと2022年までの契約を締結した。

## 代表歴
各年代でスコットランド代表に選出され、2011年2月にA代表初キャップ。

### ゴール
| #  | 開催日         | 会場                       | 対戦国     | スコア | 結果 | 試合概要                      |
| -- | -------------- | -------------------------- | ---------- | ------ | ---- | ----------------------------- |
| 1. | 2011年8月10日  | ハムデン・パーク           | デンマーク | 2–1    | 2–1  | 親善試合                      |
| 2. | 2013年6月7日   | スタディオン・マクシミール | クロアチア | 1–0    | 1–0  | 2014 FIFAワールドカップ・予選 |
| 3. | 2013年10月15日 | ハムデン・パーク           | クロアチア | 1–0    | 2–0  | 2014 FIFAワールドカップ・予選 |
| 4. | 2016年9月4日   | Ta' Qali National Stadium  | マルタ     | 1–0    | 5–1  | 2018 FIFAワールドカップ・予選 |
| 5. | 2016年9月4日   | Ta' Qali National Stadium  | マルタ     | 3–1    | 5–1  | 2018 FIFAワールドカップ・予選 |
| 6. | 2016年9月4日   | Ta' Qali National Stadium  | マルタ     | 5–1    | 5–1  | 2018 FIFAワールドカップ・予選 |
| 7. | 2017年10月8日  | スタディオン・ストジツェ   | スロベニア | 2–2    | 2–2  | 2018 FIFAワールドカップ・予選 |

## タイトル

### 個人
- フットボールリーグ1ベストイレブン: 2009–10[9]